# Sullivan (Illinois)
Sullivan é uma cidade localizada no estado americano de Illinois, no Condado de Moultrie.

## Demografia
Segundo o censo americano de 2000, a sua população era de 4326 habitantes.
Em 2006, foi estimada uma população de 4344, um aumento de 18 (0.4%).

## Geografia
De acordo com o United States Census Bureau tem uma área de
5,3 km², dos quais 5,3 km² cobertos por terra e 0,0 km² cobertos por água. Sullivan localiza-se a aproximadamente 198 m acima do nível do mar.

## Localidades na vizinhança
O diagrama seguinte representa as localidades num raio de 20 km ao redor de Sullivan.